# Globo virtual

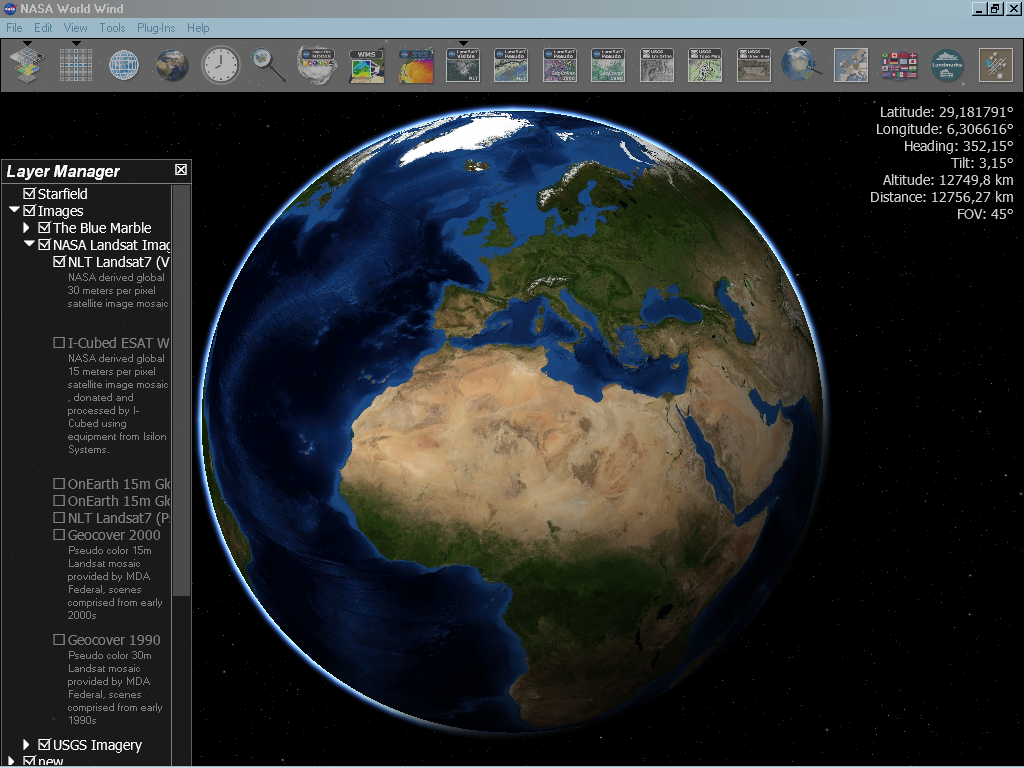
Ejemplo de software Código abierto NASA World Wind

Un globo virtual es un software que representa la Tierra o cualquier planeta. El primer software que logró interesar el público en general fue Google Earth. Esta categoría de software permite al usuario moverse libremente alrededor del globo, cambiando su posición y su ángulo de vista.

## Ejemplos de globos virtuales
Los principales globos virtuales son:
- Google Earth (creado por Google)
- World Wind (creado por la NASA)
- Bing Maps (creado por Microsoft)
- Marble (un widget abierto creado por KDE)
- GéoPortail (solamente para Francia), creado por el IGN)
- Globo virtual Geoforge: forma parte del proyecto Geoforge project Archivado el 19 de marzo de 2011 en Wayback Machine. y tiene especializaciones para las geociencias.
- Bhuvan (creado por la ISRO)
- Earthbrowser (Con una versión en línea sobre su sitio web] (enlace roto disponible en Internet Archive; véase el historial, la primera versión y la última).: creado por Lunar Software)
- ArcGIS Explorer (creado por ESRI)

- Datos: Q577697